# 福尔门特拉德尔塞古拉
福尔门特拉德尔塞古拉，是西班牙巴伦西亚自治区阿利坎特省的一个市镇。总面积4km2，总人口2170人（2001年），人口密度543人/km2。